# Andrea Berloff
Andrea Berloff (* in Framingham, Massachusetts) ist eine US-amerikanische Drehbuchautorin und Regisseurin.

## Leben
Berloff studierte an der Cornell University und machte ihren Abschluss Mitte der 1990er Jahre. Vor ihrer ersten Nennung als Drehbuchautorin für den Film World Trade Center (2006) verfasste sie zwei filmbiografische Drehbücher – eines über Amelia Earhart, ein anderes über Bing Crosby und Caresse Crosby –, die aber beide bislang nicht realisiert wurden.
2010 wurde sie dafür engagiert, ein Drehbuch für den schließlich 2015 veröffentlichten Film Straight Outta Compton zu entwickeln. Berloff verfasste im Zuge ihrer Recherchen ein rund 1000 Seiten umfassendes Manuskript. Kurz vor Produktionsbeginn stieß Jonathan Herman hinzu, der die Aufgabe hatte, das Drehbuch zu überarbeiten. Zusammen mit den übrigen an der Entwicklung des Drehbuchs von Straight Outta Compton Beteiligten wurden die beiden 2016 für den Oscar in der Kategorie Bestes Originaldrehbuch nominiert. Außerdem erhielten Berloff und Herman eine Auszeichnung bei den Black Film Critics Circle Awards und wurden bei den Satellite Awards 2015 nominiert.
Seit 2013 wird Berloff mit der Entwicklung eines Drehbuchs für den Film Legend Of Conan, mit Arnold Schwarzenegger in der Hauptrolle, in Verbindung gebracht.
2019 gab sie mit The Kitchen – Queens of Crime ihr Regiedebüt. Das Drehbuch verfasste sie auf Grundlage einer Comicminiserie. 

## Filmografie
- 2006: World Trade Center
- 2015: Straight Outta Compton
- 2016: Blood Father
- 2017: Sleepless – Eine tödliche Nacht (Sleepless)
- 2019: The Kitchen – Queens of Crime (The Kitchen)
- 2023: The Mother